# Daljska kultura
Daljska kultura je prapovijesna kultura raširena u Baranji, istočnoj Slavoniji, zapadnom Srijemu i južnoj Bačkoj. Glavna su nalazišta: Dalj, Batina, Erdut, Vukovar, Šarengrad. Izdvojene su dvije faze: starija (X. do VIII. st. pr. Kr.), koja pripada kasnobrončanodobnoj kulturi polja sa žarama, te mlađa (VIII. do III. st. pr. Kr.) koju obilježava transformacija u željeznodobnu kulturu. Tradicija kulture polja sa žarama očuvala se u paljevinskom načinu pokapanja, u oblicima trbušastih keramičkih žara cilindrična vrata i razgrnuta oboda, ukrašenih kaneliranjem, te u zdjelama uvučena kaneliranog oboda. Željeznodobnu kulturu karakteriziraju keramičke posude askosi s ručkom u obliku rogate životinjske glave, posude s dvjema visokim ručkama (tzv. kantaros) te brončani, srebrni i zlatni nakit sa stilskim obilježjima balkanske ilirske i grčke kulture.